# Julio Jung Duvauchelle
Julio Humberto Jung Duvauchelle (Caracas, 22 de diciembre de 1978) es un actor y director de teatro chileno nacido en Venezuela.

## Biografía
Hijo de Julio Humberto Jung del Favero y de María Elena Duvauchelle Concha, y también sobrino de los actores Héctor y Humberto Duvauchelle. 
Nació en Caracas y llegó a Chile en 1984. Cursó sus estudios secundarios en el Colegio Latinoamericano de Integración San Agustín, luego estudió un año en la Escuela de Cine en Santiago de Chile, y cuando a su padre lo nombraron Agregado Cultural en España, decidió ir a formarse a Barcelona. De regreso a Chile, se integró a los talleres de Fernando González para formarse como director de teatro.

## Vida artística
Ha participado en varias obras de teatro y también en algunos comerciales de televisión.
En enero de 2013 Jung debutó con éxito de su primera incursión como director de teatro con la obra El rapto del galán de teleseries. Desde el 2018 es parte del elenco de la teleserie Verdades ocultas.

## Vida privada
En Algarrobo el 22 de enero de 2018, contrajo matrimonio con Tatiana Riesle, con la que tiene una hija nacida en 2016, y dos hijos de una relación anterior de ella.

## Filmografía

### Cine
- El regalo (2008)
- American Huaso (2018)

### Teleseries
| Teleserie | Teleserie            | Teleserie            | Teleserie  | Teleserie          | Teleserie |
| Año       | Teleserie            | Personaje            | Rol        | Director           | Canal     |
| --------- | -------------------- | -------------------- | ---------- | ------------------ | --------- |
| 2013      | Socias               | Octavio Acuña        | Reparto    | Patricio González  | TVN       |
| 2014      | El amor lo manejo yo | Alonso García        | Antagónico | Christian Maringer | TVN       |
| 2018-2020 | Verdades ocultas     | Ricardo San Martín   | Reparto    | Felipe Arratia     | Mega      |
| 2018      | Casa de muñecos      | Patricio Aliaga      | Especial   | Patricio González  | Mega      |
| 2023      | Dime con quién andas | João Fonseca (joven) | Especial   | Mauro Scandolari   | CHV       |

## Programas de televisión
- Más que 2 (TVN, 2014) - Invitado.
- Juga2 (TVN, 2014) - Participante.
- Zona de Estrellas (Zona Latina, 2014) - Invitado.
- La Divina Comida (Chilevisión, 2017) - Participante anfitrión.
- Morandé con Compañia (Mega, 2017-2018)  - Comediante.
- Efecto Mariposa (Mega, 2018) - Felipe Camiroaga.
- No eres tu soy yo Zona latina - Conductor y panelista.
- The covers (Mega, 2021) - Participante
- El Cuestionario (enlace roto disponible en Internet Archive; véase el historial, la primera versión y la última). (Wapp, 2021) - Conductor

## Comerciales de televisión
- Tottus (2013) - Protagonista del comercial
- Soprole (2014) - Protagonista del comercial
- WOM (2016)
- Cerveza Cristal

## Teatro
como actor
- El hombre de la Mancha (2010)
- La casa de los espíritus (2011)[3]
- Papá Gorrión (2011)
- Un cuento de Navidad (2012)
- La Bella y la Bestia , el musical de Mall Plaza - interpretando a "Gastón" (2014)

como Director
- El rapto del galán de teleseries (2013)

## Vídeos musicales
| Año  | Título     | Artista           | Dirección    |
| ---- | ---------- | ----------------- | ------------ |
| 2017 | En pedazos | Ignacia Navarrete | Pascal Krumm |